# Ґрунт (живопис)
Ґрунт  ((нім. Grund — основа) — тонкий шар спеціального складу, при первісній обробці призначеного для живопису матеріалу, який наносять на поверхню проклеєної основи, щоб додати їй необхідні кольорові або фактурні властивості, а також обмежити інтенсивне вбирання сполучної речовини.

## Призначення ґрунту
Призначення ґрунту полягає в наступному:
- Надати поверхні основи однорідну щільність (виявляється відсутністю дрібних щілин на просвіт) і рівномірну шорсткість
- Перешкоджати просочуванню сполучної речовини з фарб в основу (що означає перешкоджання крихкості барвистого шару)
- Надавати поверхні основи бажаний колір. Див. імприматура

## Склад ґрунту
В ґрунт входять компоненти наступних типів
- Барвники — пігменти — гіпс, крейда, шпат, свинцеві і цинкові білила, а також вуглекисла магнезія, здатна замінити крейду, каолін, трубкові білі глини і всі інші фарби
- Сполучні речовини — клеї — крохмаль, пшеничне борошно, шкірний і риб'ячий клей, желатин, казеїн, яйце, висихаючі олії і смоли
- Антисептики та інші добавки
- Вода

Ґрунт зазвичай складається з нижнього тонкого клейового шару і верхніх ґрунтових шарів. Він вбирає частину сполучної речовини, зберігаючи його в мальовничому шарі, і забезпечує зчеплення живопису з основою.
За складом розрізняють:
- Клеєвий ґрунт;
- Масляний ґрунт;
- Емульсійний ґрунт;
- Синтетичний ґрунт.